# Низан, Поль
Поль Низа́н (фр. Paul Nizan, 7 февраля 1905[…], Тур — 23 мая 1940[…], Рек-сюр-Гем) — французский философ и писатель, друг Жана-Поля Сартра. Тесть Оливье Тодда, дед Эмманюэля Тодда.

## Молодость
Родился в г. Туре в семье инженера железной дороги. Учился в Париже в лицее Генриха IV, где познакомился с Сартром в 1917 году, свою дружбу они сохранили на всю жизнь. В 1924 году учится в Высшей нормальной школе, где знакомится с Раймоном Ароном и, совместно с Жоржем Политцером, Анри Лефевром, Норбертом Гутерманом и др., создает дискуссионный философский кружок (фр. Philosophies). Ища себя, вступает в первую французскую фашистскую партию синдикалистов-революционеров Жоржа Валуа, но быстро в ней разочаровывается. В 1926—1927 годах находится в Йемене и работает учителем. Вскоре после этого, в 1927 году он становится коммунистом и женится. В 1929 году становится преподавателем философии.
В 1931 году он публикует свой первый труд «Aden Arabie», что создает ему имя в литературной и интеллектуальной среде. В 1932 году Поль Низан становится профессором философии в Бурк-ан-Брес, тогда же становится депутатом от ФКП. В том же году он публикует размышление о роли философии в форме памфлета, под названием «Сторожевые псы» (фр. Les Chiens de garde), в нём он нападает на буржуазную философию, критикует своих бывших учителей и Анри Бергсона в особенности. В 1933 году публикацией «Antoine Bloyé» отмечается первое упоминание автором темы измены классу: как человек вырывается из своего социального положения и, затем, предаёт свои корни. Критика рассматривает книгу, как первый французский роман в стиле соцреализма.

## Зрелость
В следующем, 1934 году, Поль с супругой живут в СССР: он принимает участие в первом Съезде Союза советских писателей и в организации визитов Андре Мальро, Луи Арагона и др. До 1939 года Низан пишет несколько книг («Троянский конь» (фр. Le Cheval de Troie), «Заговор» (фр. La Conspiration) — за который ему присуждают литературную премию), так же — статьи в различных журналах и газетах: между 1935 и 1937 годами, он пишет в «Юманите», затем, между 1937 и 1939 годами, в ежедневной газете «Ce soir», которая поддерживает испанских республиканцев. Он пишет о внешней политике и литературной критике.
В 1935 году Поль Низан сыграл важную роль в судьбе лицейского преподавателя Клода Леви-Стросса, посоветовав ему отправиться в Бразилию, где тот был принят на место профессора в университете Сан-Паулу, а в дальнейшем — получил признание как известный социоэтнограф-структуралист.
25 сентября 1939 года он выходит из ФКП, после подписания в СССР пакта Молотова — Риббентропа.

## Клевета
После разрыва с ФКП Поль Низан подвергается жестокой критике со стороны партии: в марте 1940 года Морис Торез пишет статью, озаглавленную «Предатель у позорного столба», где называет Низана «агентом полиции». Во время оккупации среди коммунистов также циркулирует текст, называющий Поля Низана полицейским. Однако сам Низан не мог ответить на эти обвинения — мобилизованный на военную службу, он погиб в бою недалеко от Дюнкерка 23 мая 1940 года.
После войны снова поднялась кампания обвинений, в которой, на этот раз, участвовал и Луи Арагон, опубликовав в 1949 году роман «Коммунисты» (фр. Les Communistes), в котором Поль Низан показан в роли предателя и полицейского стукача. Тем не менее переиздание в 1960 году «Aden Arabie» с предисловием Жана-Поля Сартра позволило реабилитировать писателя. Арагон вычеркнул выдуманного персонажа из своей книги в состоявшемся в 1966 году переиздании «Коммунистов». А в конце 1970 года ФКП публично опровергла свои обвинения против Поля Низана.

## Интересный факт
В 1967 году маоистская ячейка в фильме Жана-Люка Годара «Китаянка» (фр. La Chinoise) взяла «Aden Arabie» в качестве своего названия, в честь Поля Низана.

## Сочинения, переводы и другие публикации
- Aden Arabie, Rieder, Paris, 1931 — réédition François Maspero, 1960 avec une préface de Jean-Paul Sartre — «Аден Араби» — роман переиздан в 1960 году с предисловием Ж.-П. Сартра
- Les Chiens de garde, Rieder, Paris, 1932 — rééditions: Maspero 1969 ; Éditions Agone, 1998, avec une préface de Serge Halimi. ISBN 2-910846-09-1 — «Сторожевые псы» — роман переиздан в 1969 и 1998 годах (последнее издание с предисловием Сержа Халими).
- Antoine Bloyé, Grasset, Paris, 1933. — Роман «Антуан Блуайе»
- Traduction de «l’Amérique tragique» de Theodor Dreiser, Rieder, Paris, 1933 — перевод «Американской трагедии» Теодора Драйзера
- Traduction de «Les Soviets dans les affaires mondiales» de Louis Fisher, Gallimard, Paris, 1933 — перевод книги «Советы в мировой политике» Луи Фишера
- Choix des textes philosophiques pour Morceaux choisis de Marx présenté par Henri Lefebvre et Norbert Guterman, Gallimard, Paris, 1934 — выдержки из философских текстов для «Избранного из Маркса», издания, подготовленного Анри Лефевром и Норбертом Гутерманом
- Le Cheval de Troie, Gallimard, Paris, 1935 — Роман «Троянский конь»
- Les Matérialistes de l’Antiquité, choix de textes et préface. Paris : Éditions Sociales Internationales, 1936 — réédition Maspero 1968 — «Материалисты древнего мира». Избранные тексты и предисловие. Париж. Издание Социалистического интернационала. — переиздание 1968 года Масперо
- Préface de Le Nationalisme contre les nations de Henri Lefebvre, Éditions Sociales Internationales, Paris, 1937 — Предисловие к изданию «Национализм против народов» Анри Лефевра
- Traduction et adaptation des Les Acharniens' d’Aristophane, Éditions Sociales Internationales, Paris, 1937 — Перевод и переложение комедии Ахарняне Аристофана. Издание Социалистического интернационала.
- La Conspiration, Gallimard, Paris, 1938 — Роман «Заговор»
- Chronique de septembre, Gallimard, Paris, 1939 — Хроники сентября
- «Complainte du carabin qui disséqua sa petite amie en fumant deux paquets de Maryland» et «Hécate ou la méprise sentimentale». (Deux textes de 1924 parus dans La Revue sans titre.) — «Поэма о студенте-медике, расчленившем свою подругу с курением двух пачек „Мэриленда“» и «Геката или сентиментальное презрение». (Две статьи 1924 года)
- «Paul Nizan, intellectuel communiste. Articles et correspondance 1926—1940» présenté par Jean-Jacques Brochier, Maspero, Paris, 1967 — «Поль Низан, коммунист-интеллектуал. Статьи и корреспонденции 1926—1940»
- «Pour une nouvelle culture», articles de Nizan réunis et présentés par Susan Suleiman, Grasset, Paris, 1971 — «За новую культуру», статьи Низана собранные и представленные Сьюзан Сулейман

### Издано в СССР
- Низан Поль. Антуан Блуайе. Роман. Перевод с французского Габинского Н., Немчиновой Н. М.: Художественная литература. 1934
- Низан Поль. День мертвых. Роман. Перевод с французского Э. Шлосберг. М.: Художественная литература 1935